# Yoshinori Shigematsu
Yoshinori Shigematsu (重松 良典, Shigematsu Yoshinori, né le 2 avril 1930 dans la préfecture de Hiroshima au Japon) est un footballeur japonais.